# Fratelli del Sacro Cuore di Gesù
I Fratelli del Sacro Cuore di Gesù (in latino Congregatio Fratrum a Sacratissimo Corde Jesu, in inglese Brothers of the Sacred Heart) sono un istituto religioso maschile di diritto pontificio; i membri di questa congregazione laicale pospongono al loro nome la sigla S.H.J.

## Storia
La congregazione venne fondata l'11 febbraio 1903 a Irudayakulam, nel Tamil Nadu, dal missionario gesuita francese Adrien Caussanel (1850-1930), con l'approvazione del superiore della missione di Madurai e il consenso di Jean-Marie Barthe, vescovo di Tiruchirapalli.
L'istituto venne canonicamente eretto il 20 giugno 1952 da Peter Leonard, vescovo di Madurai: venne approvata dalla Santa Sede l'11 febbraio 1999.

## Attività e diffusione
I Fratelli del Sacro Cuore si dedicano all'assistenza agli orfani, alla visita ai malati, all'educazione della gioventù (posseggono anche la Caussanel Publishing House, una casa editrice specializzata nella pubblicazione di libri scolastici) e all'opera delle conversioni (hanno avuto un ruolo significativo nell'evangelizzazione della tribù Kanis, nei Ghati occidentali).
I Fratelli sono presenti in alcuni stati meridionali dell'India (Andhra Pradesh, Karnataka, Kerala, Madhya Pradesh, Tamil Nadu); la sede generalizia è a Palayamkottai, presso Tirunelveli.
Nel 2007 la congregazione contava 274 religiosi in 49 case.